# 綦江东站
綦江东站，位于中华人民共和国重庆市綦江区，是渝贵铁路上的火车站，于2018年1月25日开通启用，由成都铁路局管辖。

## 歷史
- 2018年1月25日开通启用。

## 外部連結
- 中国铁路客户服务中心 （页面存档备份，存于）